# Арабажин Костянтин Іванович
Костянти́н Іва́нович Араба́жин (рос. Константин Иванович Арабажин, псевдоніми та криптоніми: К. Не-я, К. Недоля та ін.; 14 січня 1866, Канів — 13 липня 1929, Рига) — російський, український і латвійський літературознавець, журналіст, письменник, перекладач. Редактор латвійської газети «День».

## Життєпис
Походив з дворян Полтавської губернії. Двоюрідний брат Андрія Бєлого.
Закінчив 1-у київську гімназію (1883), а у 1890 році — історико-філологічний факультет Київського університету (навчався разом із В. Самійленком). Кандидатське дослідження Арабажина «Казимир Бродзинский и его литературная деятельность» (Київ, 1891, російською мовою) було відзначено премією ім. М. І. Пирогова (Київський університет) та почесним відгуком Академії наук.
Українською мовою писав вірші революційного змісту (неопубліковані), видав водевіль «Поперед спитайся, а тоді й лайся» (Київ, 1885), а також низку газетних дописів. Переклав українською мовою оповідання Г. де Мопассана, Л. Толстого, Г. Мачтета (надруковані у львівській «Зорі» 1889 року). У вісімдесяті роки брав участь у визвольній боротьбі, нелеґально перевозив з Галичини до Росії заборонену літературу. Перебував у дружніх взаєминах з І. Франком, М. Павликом, Лесею Українкою, М. Драгомановим.
Від 1892 року мешкав у Петербурзі. Редагував газету «Северный курьер» (1899—1900, разом з В. В. Барятинським), залучив І. Франка до співробітництва в ній. Для Енциклопедичного словника Брокгауза і Єфрона написав ґрунтовну розвідку «Галицько-руський суспільний рух», а також декілька інших статей (зокрема, про І. Богдановича); для «Ілюстрованої всесвітньої історії літератури І. Шерра» (т. 2, 1898) — розділ «Слов'янські землі», а для «Історії російської літератури» (т. 2, 1908) — «Історичні пісні та думи». Автор статей про Т. Шевченка — «Український Прометей» (1911), «Т. Г. Шевченко і панславізм (До питання про Кирило-Мефодіївське товариство)» (1914), «Шевченко і месіанізм» (1914) (всі російською мовою).
Також опублікував праці про М. Гоголя, М. Лермонтова, Л. Толстого, М. Горького та інших російських письменників. Крім зазначених вище російських та українських періодичних видань, друкувався в журналах «Новая жизнь», «Всемирный вестник», «Театр и искусство», «Вестник императорских театров», газетах «Діло», «Биржевые ведомости» та ін.
1913 року обраний професором кафедри російської літератури Гельсинґфорського університету, від 1918 року постійно мешкав у Гельсінкі, крім викладання видавав газету «Русский голос». З 1920 року — професор Ризького університету; був ректором російських університетських курсів та редактором газети «День» (1922) у Ризі.